# Jičíněves
Jičíněves (deutsch Jičínowes) ist eine Gemeinde in Tschechien. Sie liegt in Böhmen sechs Kilometer südlich von Jičín und gehört zum Bezirk Jitschin in der Königgrätzer Region.

## Geschichte
Jičíněves wurde erstmals 1360 erwähnt und war damals im Besitz des Diviš von Jičíněves. Vor 1540 gehörte es dem unmündigen Wilhelm Otmar von Holohlav. Dessen Vormund verkaufte es an Barbara von Boskowitz, die mit Georg von Waldstein verheiratet war. Unter Johann d. J. von Waldstein wurde ein Kastell erbaut. Bis zum Dreißigjährigen Krieg war Jičíněves eine selbständige Herrschaft. Nach dem Übergang an Albrecht von Wallenstein wurde es seiner Herrschaft Welisch eingegliedert. Nach der Ermordung Wallensteins 1634 erwarb Heinrich von Schlick († 1650) die Herrschaft Welisch. Dessen Sohn Franz Ernst verkaufte 1670 Jičíněves an Karl Zumsand von Sandberg. Aufgrund eines Vorkaufsrechtes erwarb Franz Josef von Schlick 1686 Jičíněves zurück und errichtete 1715–1717 ein Barockschloss nach Plänen von Jean Baptiste Mathey.

## Gemeindegliederung

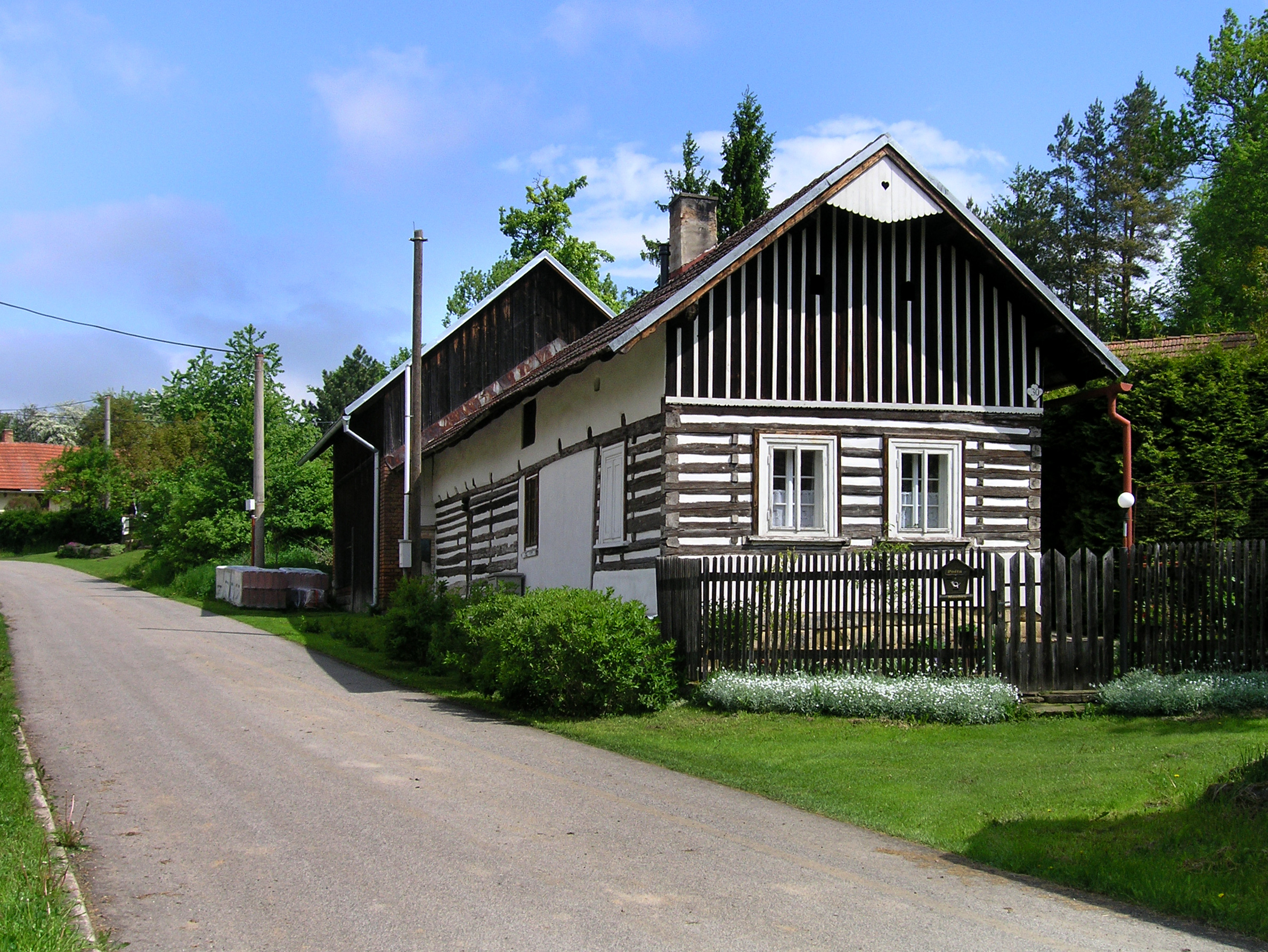
Ortsteil Keteň

Die Gemeinde Jičíněves besteht aus den Ortsteilen:
- Jičíněves
- Bartoušov
- Dolany
- Keteň
- Labouň
- Žitětín

## Sehenswürdigkeiten
- Schloss Jičíněves